# District de Saint-Gall
Pour les articles homonymes, voir Saint-Gall (homonymie).
Le district de Saint-Gall était l'un des quatorze districts du canton de Saint-Gall.

## Histoire
Le district est créé en 1803 sous le nom de district de la ville de Saint-Gall, qui ne comptait donc que la seule ville de Saint-Gall. En 1918, quand Saint-Gall absorbe les anciennes communes de Tablat et Straubenzell (de), le district de Tablat est supprimé et ses communes sont intégrées au district de Saint-Gall.
Il est remplacé en 2003 par la circonscription électorale de Saint-Gall.

## Communes
- Häggenschwil
- Muolen
- Saint-Gall
- Wittenbach